# Station Szklarska Poręba Górna
Station Szklarska Poręba Górna is een spoorwegstation in de Poolse plaats Szklarska Poręba.